# Acalypha klotzschii
Acalypha prunifolia é uma espécie de flor do gênero Acalypha, pertencente à família Euphorbiaceae.